# 信江
信江（しんこう、Hsin River / Xin River、簡体字: 信江、拼音: Xìn jiāng）は、中華人民共和国江西省北東部を流れる河川で、長江水系の鄱陽湖に注いでいる。
玉山県の懐玉山の南に発する玉山水と、福建省浦城県の武夷山麓に発する豊溪の二つの川が水源にあたる。上饒市中心部でこの二つの川が合流し、そこから信江と呼ばれるようになる。
本流は東から西へ向けて流れ、信州区、広信区、鉛山県、弋陽県、貴渓市、月湖区、余江区、余干県を経て、余干県の県境で二つの分流に分かれて鄱陽湖に注ぐ。途中で、石渓水、鉛山水、陳坊水、葛渓水、羅塘河、白塔河などの主要な支流が合流している。
全流域面積は17,600平方キロメートルで、人口420万人あまりが住み、耕地は391万畝、そのうち水田が349万畝を占める。信江は、上饒市までを上流、上饒市から鷹潭市までを中流、それ以後を下流とする。上流の沿岸一帯は、低い山地が主であり、地形の起伏は比較的大きい。中流は信江盆地であり、その周縁の地勢は、北・東・南の三面は山が次第に低くなっており、盆地内は西へ向かって低くなっている。下流は鄱陽湖沖積平野で、地勢は平坦で開けている。流域のうち、山地面積が40%を占め、丘陵は35%、平原は25%となっている。
信江流域は亜熱帯の温暖湿潤気候に属する。一般には4月から雨量が増加し、梅雨の5月・6月は雨が激しく増える。上流の懐玉山一帯では、年降雨量は2,000ミリメートル以上になる。7月から9月は高気圧の影響を受け、夕立や台風などを除いては雨量は少ない。流域の年平均気温は18℃、年平均降水量は1,845ミリメートルになる。降雨分布は東部が多く西部は少なく、山地のほうが平野部より多い傾向にある。4月から6月で年の雨量の半分が降り、7月から9月は年の雨量の18%、それ以外の季節は雨が少ないという、雨量が特定の季節に集中する傾向が見られる。
信江の上流の支流・金沙渓には玉山七一ダム（三清湖）がある。容量は1.87億立方メートルあり、14万畝の耕地を灌漑する。発電容量は7,000キロワットで、1950年代に建設された信江流域最大のダム湖である。流域の用水路の中では余江区の白塔渠が最大で、引水流量は毎秒19立方メートルであり、19万畝の水田を潤している。